# Clitennestra

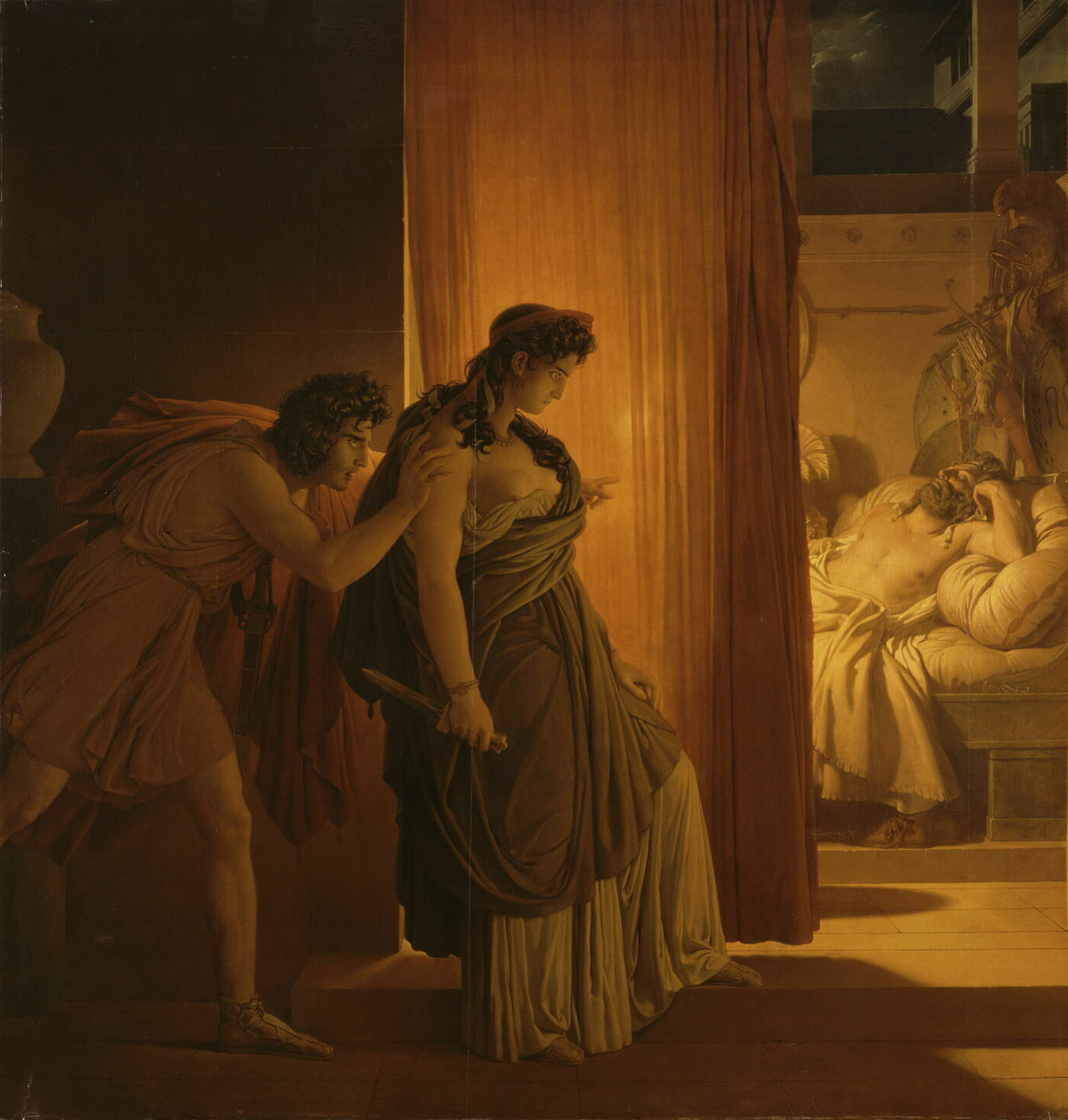
Climnesterra antes de matar a Agamenon.

Clitennestra (título original en italiano; en español, Clitemnestra) es una ópera (definida como "tragedia musicale") en un preludio y dos actos con música de Ildebrando Pizzetti y libreto del propio compositor, extraído de obras de Esquilo y de Sófocles. Se estrenó en el Teatro alla Scala de Milán el 1 de marzo de 1965 dirigida por Gianandrea Gavazzeni, con Clara Petrella en el papel de la protagonista.